# İzel
Pour les articles homonymes, voir Izel.
İzel Çeliköz (née le 29 avril 1969 à Yalova) est une chanteuse turque.

## Biographie
İzel Çeliköz étudie la musique au Conservatoire d'État d'Istanbul et obtient son diplôme d'interprète du kemençe. Elle commence sa carrière en 1987 en jouant le kemençe. Dans le clip Fantezi de Seyyal Taner, sorti en 1989, on la voit jouer de cet instrument en arrière-plan.
Un an plus tard, elle est choriste de certaines chansons du premier album du groupe turc Grup Vitamin.
De 1989 à 1991, elle participe à la sélection pour représenter la Turquie au Concours Eurovision de la chanson. En 1989, elle fait un duo avec Neco. En 1990, elle participe seule avec la chanson Selam Yabancı et arrive dernière avec 1 point. Elle remporte la sélection en 1991 en trio avec Reyhan Karaca et Can Uğurluer avec la chanson İki dakika. La chanson obtient 44 points et finit douzième des vingt-deux participants.
İzel Çeliköz fait partie du groupe pop İzel-Çelik-Ercan qui sort son premier album en 1991. Le groupe se sépare en 1993.
En 1994, la chanson Biz Hep Böyleyiz interprétée par İzel Çeliköz, Burak Kut, Ercan Saatçi, Ferda Anıl Yarkın, Hakan Peker et Seden Gürel remporte le Kuşadası Altın Güvercin Müzik Yarışması
Son premier album solo paraît en 1995 avec des chansons écrites et composées par Ercan Saatçi notamment. Pour le deuxième, après le refus de continuer d'Ercan Saatçi et Aykut Gürel, elle collabore avec Mustafa Sandal, Emanet sort en 1997. Elle travaille ensuite avec le jeune compositeur Altan Çetin qui inclut des sonorités arabes pour Bir Küçük Aşk en 1999 puis Bebek en 2001. Elle rencontre des difficultés pour son sixième album, elle repousse sa sortie pour préférer les arrangements de Sinan Akçıl et publie alors Bir Dilek Tut Benim İçin. 
En décembre 2008, elle subit une opération pour son acné. Elle fait ensuite une longue crise, elle expliquera qu'elle était une réponse physiologique au fait qu'elle avait appris qu'elle avait été trompée par son partenaire. En avril 2009, elle subit une deuxième opération.
En 2009, elle quitte Avrupa Müzik pour Poll Production. En 2019, l'album Kendiliğinden Olmalı sort chez Arpej Yapım.
En 2022, İzel-Çelik-Ercan se reforme pour des concerts.

## Discographie
Albums
- 1991 : Özledim (avec Çelik & Ercan)
- 1993 : İşte Yeniden (avec Ercan)
- 1995 : Adak
- 1997 : Emanet
- 1999 : Bir Küçük Aşk
- 2001 : Bebek
- 2003 : Şak
- 2005 : Bir Dilek Tut Benim İçin
- 2007 : Işıklı Yol
- 2010 : Jazz Nağme
- 2012 : Aşk En Büyüktür Her Zaman
- 2019 : Kendiliğinden Olmalı

Singles
- 1989 : Gel
- 1990 : Selam Yabancı
- 1991 : İki Dakika (avec Reyhan Karaca & Can Uğurluer)
- 1991 : Dönmelisin (avec Çelik & Ercan)
- 1991 : Özledim (avec Çelik & Ercan)
- 1991 : Ara Ara (avec Çelik & Ercan)
- 1991 : Bırakma (avec Çelik & Ercan)
- 1993 : İşte Yeniden (avec Ercan)
- 1993 : Eller Havaya (avec Ercan)
- 1993 : Bitmesin Bu Rüya (avec Ercan)
- 1993 : İmkanı Yok (avec Ercan)
- 1995 : Hasretim
- 1995 : Ah Yandım
- 1995 : Yakışıklım
- 1995 : Yana Yakıla
- 1995 : Kırık Düşler
- 1997 : Eyvallah
- 1997 : Kızımız Olacaktı
- 1999 : Yok Yere
- 1999 : Yelken
- 1999 : Galibi Sen
- 2000 : Hayat Pencerenin Dışında
- 2001 : Töre (avec Çelik)
- 2001 : Bebek
- 2001 : Kıyamadım
- 2001 : Geceler Kara
- 2002 : Haberin Olmaz
- 2003 : Kime Zarar
- 2003 : Şak (Original : Ofra Haza – Im Nin’alu)
- 2003 : Köle Gibi
- 2004 : Kendime Yaşayacağım
- 2004 : Sevme Kızım Yanarsın
- 2005 : Bir Dilek Tut Benim İçin
- 2005 : Sayın Herşeyi Bilen
- 2005 : Git Burdan
- 2006 : Aşk Hakları
- 2007 : Belli Mi Olur
- 2007 : Işıklı Yol
- 2007 : Gurur
- 2008 : Hevesimi Kırma
- 2008 : Senden Once Senden Sonra
- 2009 : Ne Zaboravi (avec Emina Jahović)
- 2010 : Yine Yakmış Yar Mektubu
- 2010 : Gurbet
- 2011 : Baba Beni Maziye Götür
- 2011 : Bişey Olmuş (avec Sinan Akçıl)
- 2011 : Tutun Ellerimden (avec Ümit Sayin)
- 2012 : Batsın Bu Dünya
- 2012 : Drakula
- 2012 : Düşer O
- 2012 : Kabahat Seni Sevende
- 2015 : Zor (avec Soner Arıca)
- 2015 : Merak Etme (avec Adnan Koç)
- 2015 : Unutmuşum (avec Volga Tamöz)
- 2016 : Özledim (avec Gülben Ergen & Ercan Saatçi)
- 2018 : Teşekkürler Sevgilim (avec Enbe Orkestrası & Sinan Akçıl)
- 2019 : Bizim Ağaç
- 2019 : Saçmalık
- 2019 : Bırakın
- 2020 : Kararsızım (avec Sinan Akçıl)
- 2022 : Tek Hece (avec Atakan Çelik)